# ال اسکوراتل
ال اسکوراتل (به اسپانیایی: El Escorratel) یک منطقهٔ مسکونی در اسپانیا است که در استان آلیکانته واقع شده‌است. ال اسکوراتل ۹۰۶ نفر جمعیت دارد و ۲۳ متر بالاتر از سطح دریا واقع شده‌است.